# آنا مارکزینی
آنا مارکزینی (ایتالیایی: Anna Marchesini؛ ‏ ۱۹ نوامبر ۱۹۵۳ – ۳۰ ژوئیهٔ ۲۰۱۶) بازیگر، صداپیشه، کمدین، مقلد صدا و نویسنده اهل ایتالیا بود.
او دانش‌آموختهٔ رشتهٔ روان‌شناسی در دانشگاه ساپینزای رم و یکی از اعضای گروه کمدی «سه نفر» (Il Trio) بود که طی دهه‌های ۱۹۸۰ و ۱۹۹۰ در کارشان موفق بودند.